# Ephraim Wolfgang Glasewald
Ephraim Wolfgang Glasewald (* 20. Juni 1753 in Wilschdorf bei Dresden; † 18. April 1817 in Berlin) war ein sächsischer, später preußischer Architekt.

## Leben
Glasewald war Schüler seines Schwagers Johann Gottfried Kuntsch. 1778 trat er in kurfürstlich-sächsischen Dienst und leitete in dieser Funktion den Bau der Elbbrücke bei Wittenberg, deren Fertigstellung 1787 erfolgte. Daneben führte er zahlreiche private Wohnbauten aus.
Anschließend trat Glasewald in preußische Dienste, wo er im Oberstallamt angestellt wurde. 1786 wurde Carl Graf Lindenau neuer preußischer Oberstallmeister und beauftragte Glasewald mit Neubauten der beiden Gestüte in Neustadt an der Dosse. Das Friedrich-Wilhelm-Hauptgestüt wurde 1789, das Churmärkische Landgestüt wurde 1791 fertiggestellt.
Seit 1791 leitete Glasewald für Graf Lindenau den Bau der Anlagen des seit 1782 entstehenden Landschaftsparks Machern bei Leipzig, einem der bedeutendsten sentimentalen Landschaftsgärten des 18. Jahrhunderts. Hier entwarf Glasewald u. a. das gotische Bauernhaus (1792), Wilhelms Ruh (künstliche Ruine, 1792), die Pyramide (Mausoleum, 1792), die sogenannte Ritterburg (1795/96) und den Tempel der Hygieia (1797).
Aufgrund der Tätigkeit Glasewalds für Lindenau in Machern hat Michael Seiler die Urheberschaft Glasewalds der Neubauten Lindenaus in Glienicke nahegelegt. Es handelt sich dabei im Wesentlichen um den „Gartensalon“ mit seitlichen Trebhäusern und den Teepavillon „Neugierde“ sowie Klein- und Nutzarchitekturen, die sämtlich nicht erhalten sind.
Nachdem Glasewald ab 1810 den königlichen Marstall umgebaut hatte, verlieh ihm 1811 König Friedrich Wilhelm III. den Titel „Hofbaumeister“.

## Werke (Auswahl)
- Beschreibung des Gartens zu Machern mit besonderer Rücksicht auf die in demselben befindlichen Holzarten. Berlin 1799 doi:10.5962/bhl.title.43346